# 赫茨爾山
赫茨尔山（希伯來語：הַר הֶרְצְל，羅馬化：Har Hertsl），又名“Har HaZiKaron”（Mount of Remembrance，意為“纪念山”，有以色列的国家公墓和包括犹太大屠杀纪念馆、赫茨尔纪念馆在内的纪念馆。赫茨尔山位于耶路撒冷西部，海拔834公尺。赫茨尔山以现代锡安主义的领袖、以色列的國父——西奥多·赫茨尔命名，其墓地就位于山頂。以色列犹太大屠杀纪念馆位于赫茨爾山以西。

## 历史
赫茨尔山在1951年成为以色列的国家公墓，当时政府决定为以色列的领导人和陣亡士兵建立一处国家公墓。这处公墓安葬了五位以色列总理：列维·艾希科尔、果尔达·梅厄、伊扎克·沙米尔、伊扎克·拉宾和佩雷斯。

## 国家公墓
以色列主要国家领导人的墓地。

### 赫茨尔山广场
礼仪广场是一个大广场，位於山顶。北缘的坟墓是西奥多·赫茨尔。

### 以色列恐怖活动受害者纪念碑
紀念从1851年至今在以色列的恐怖活動受害者的纪念碑，1997年开始对公众开放。

## 国家军人墓园
墓地位于赫茨尔山北坡，用以纪念為以色列捐軀的軍人和警察。它建于1948年，当时在耶路撒冷地区战死的士兵都安葬在这里。

### 基督徒、穆斯林和德鲁兹派士兵墓地
用以安葬曾在以色列安全力量服役的基督徒、穆斯林和德鲁兹派士兵。

### 失踪人员花园
失踪人员花园实质是无名战士墓地。

### 古墓葬墓
在1954年发现的第二圣殿的犹太人埋葬洞穴。

### 人名堂
計劃建立一個「人名堂」，紀念那些从1860年到现在因為捍卫以色列土地而犧牲的人的名字。預計在2015年建成。

## 博物馆和教育设施

### 犹太复国主义研究中心
2010年一个犹太复国主义研究中心已开始在赫茨尔博物馆旁建设，将于2013年开业。

## 官方纪念活动
- 以色列阵亡将士纪念仪式。
- 恐怖主义受害者纪念仪式，在以色列恐怖活动受害纪念馆举行。

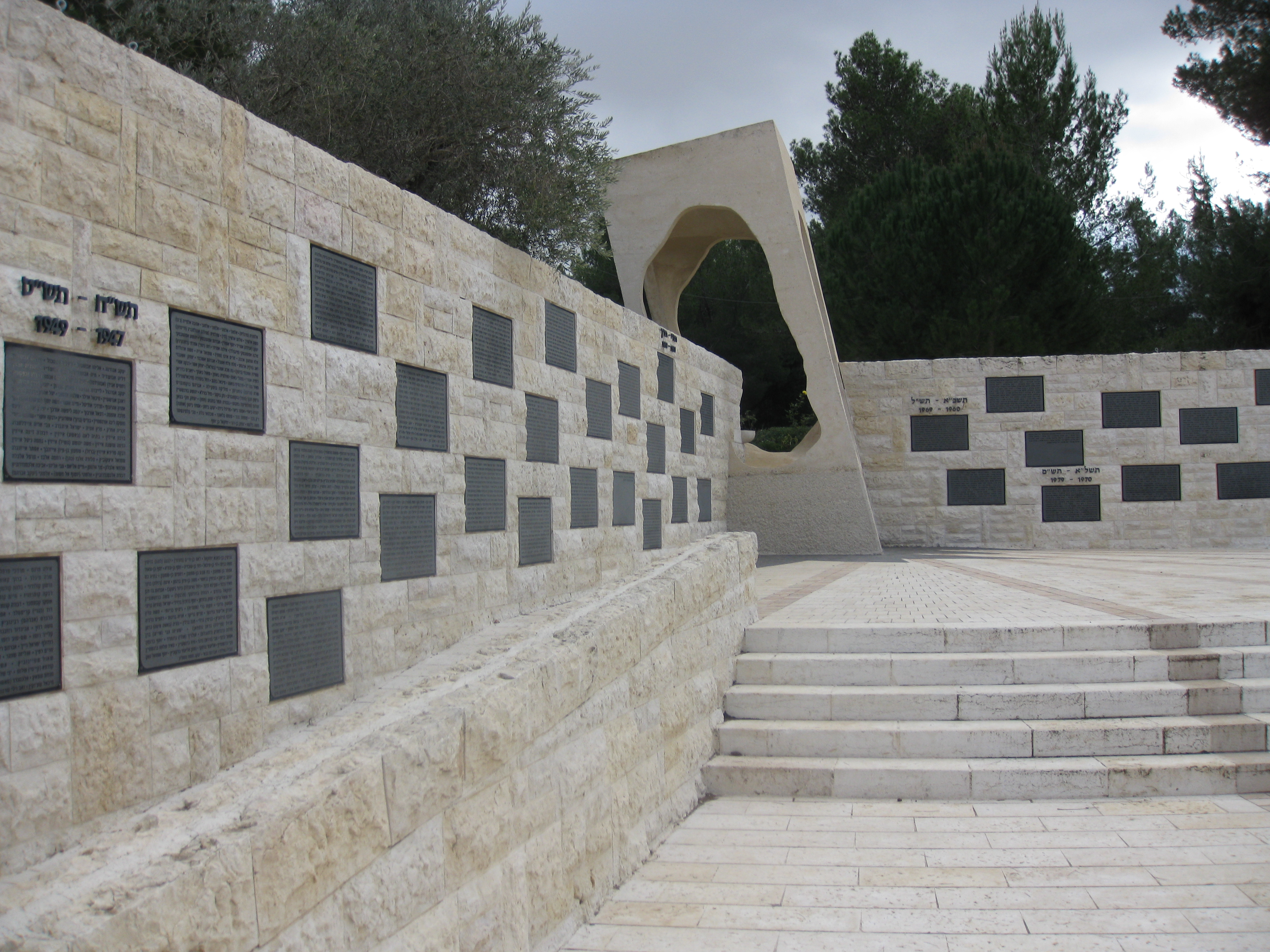
恐怖活動受害者的纪念
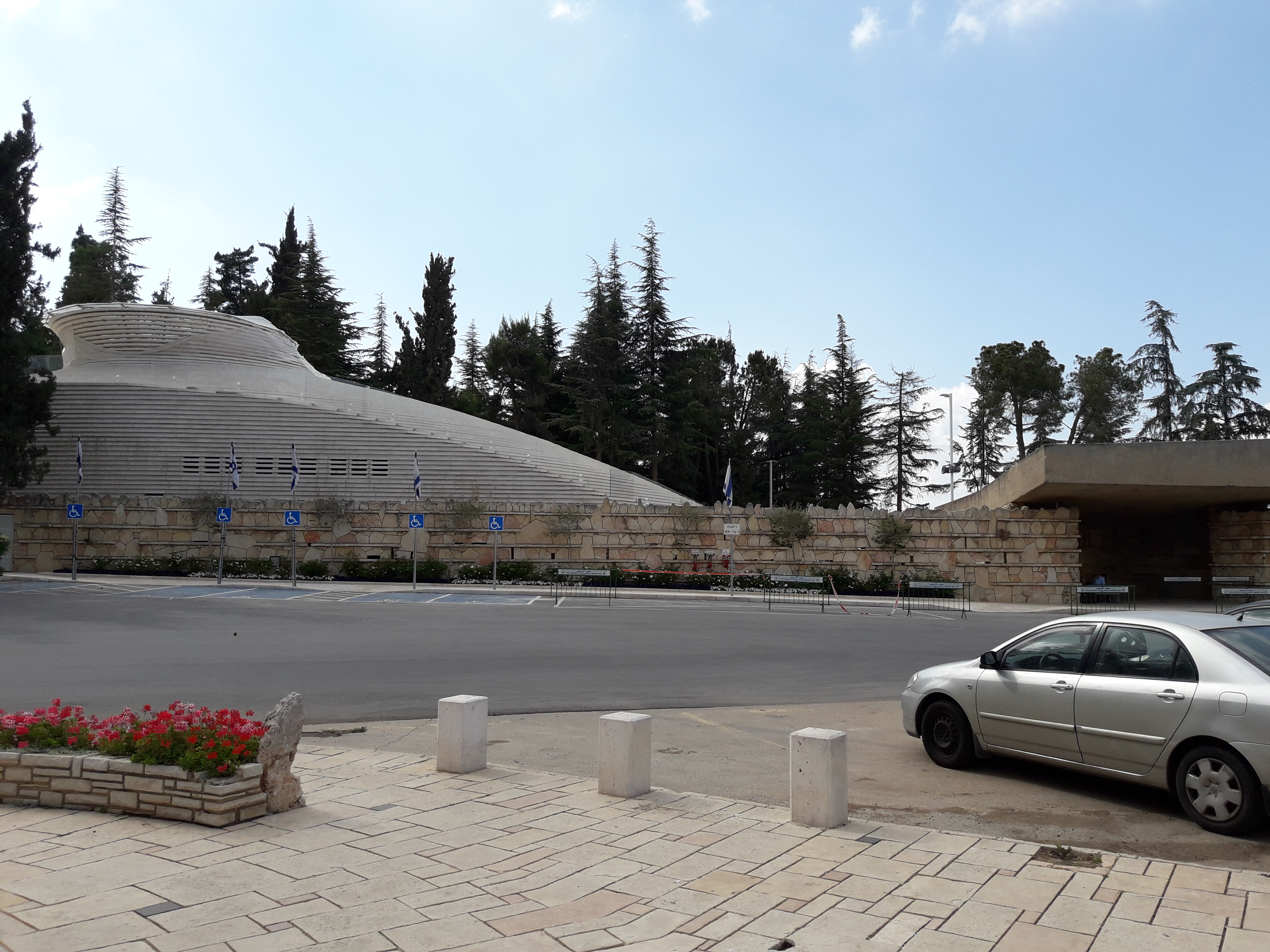
国家纪念馆为以色列的堕落
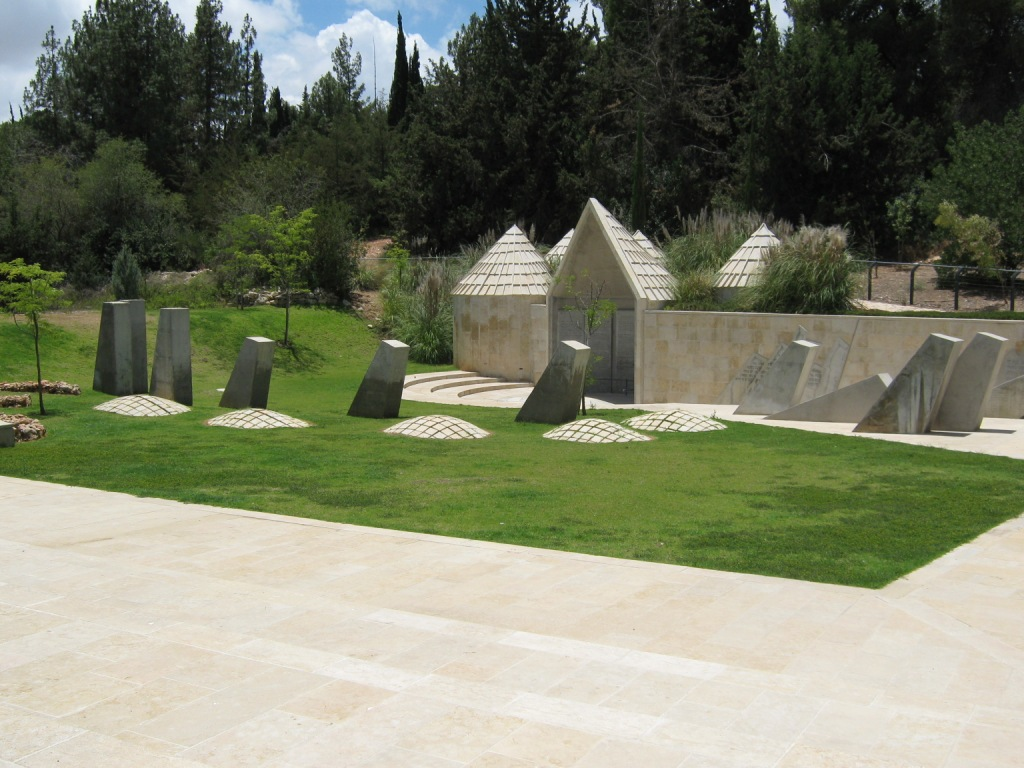
紀念在逃難至以色列過程中喪生的埃塞俄比亚犹太人
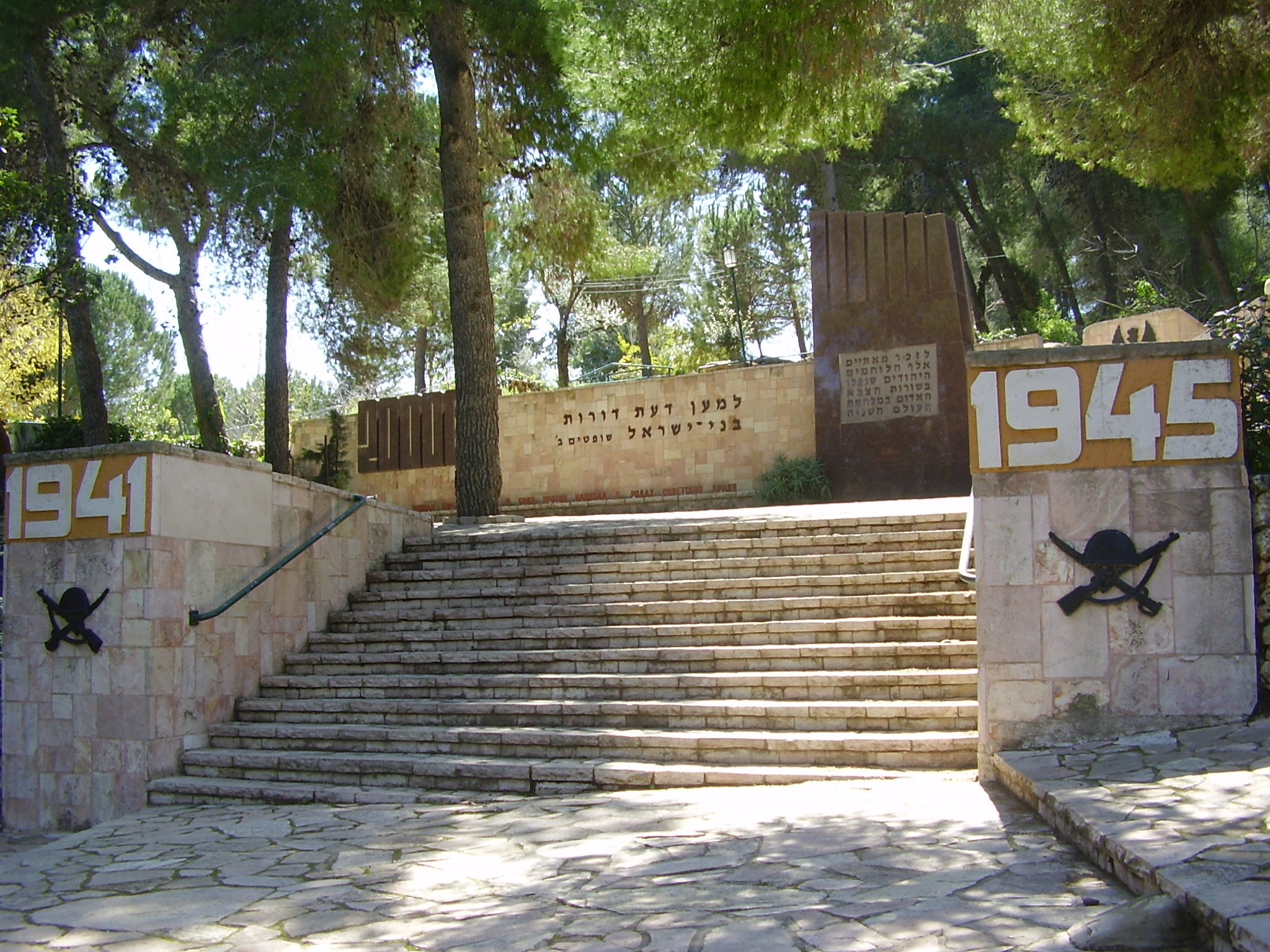
纪念在二战中陣亡的蘇聯紅軍犹太士兵
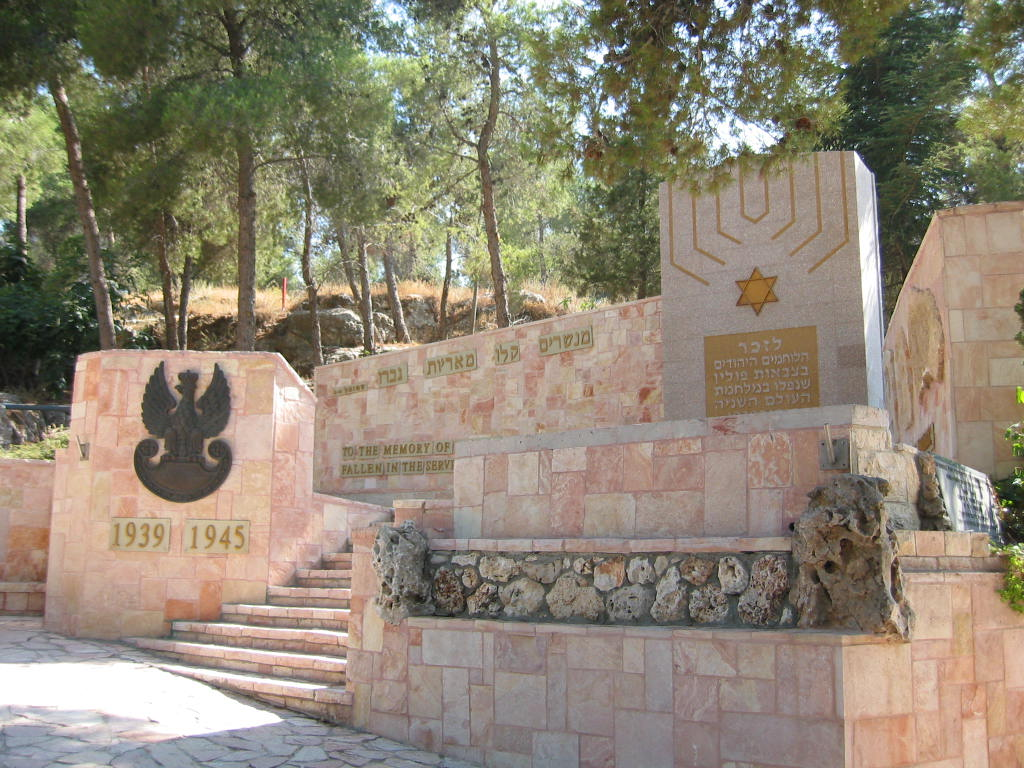
纪念在二战中陣亡的波兰军队犹太士兵
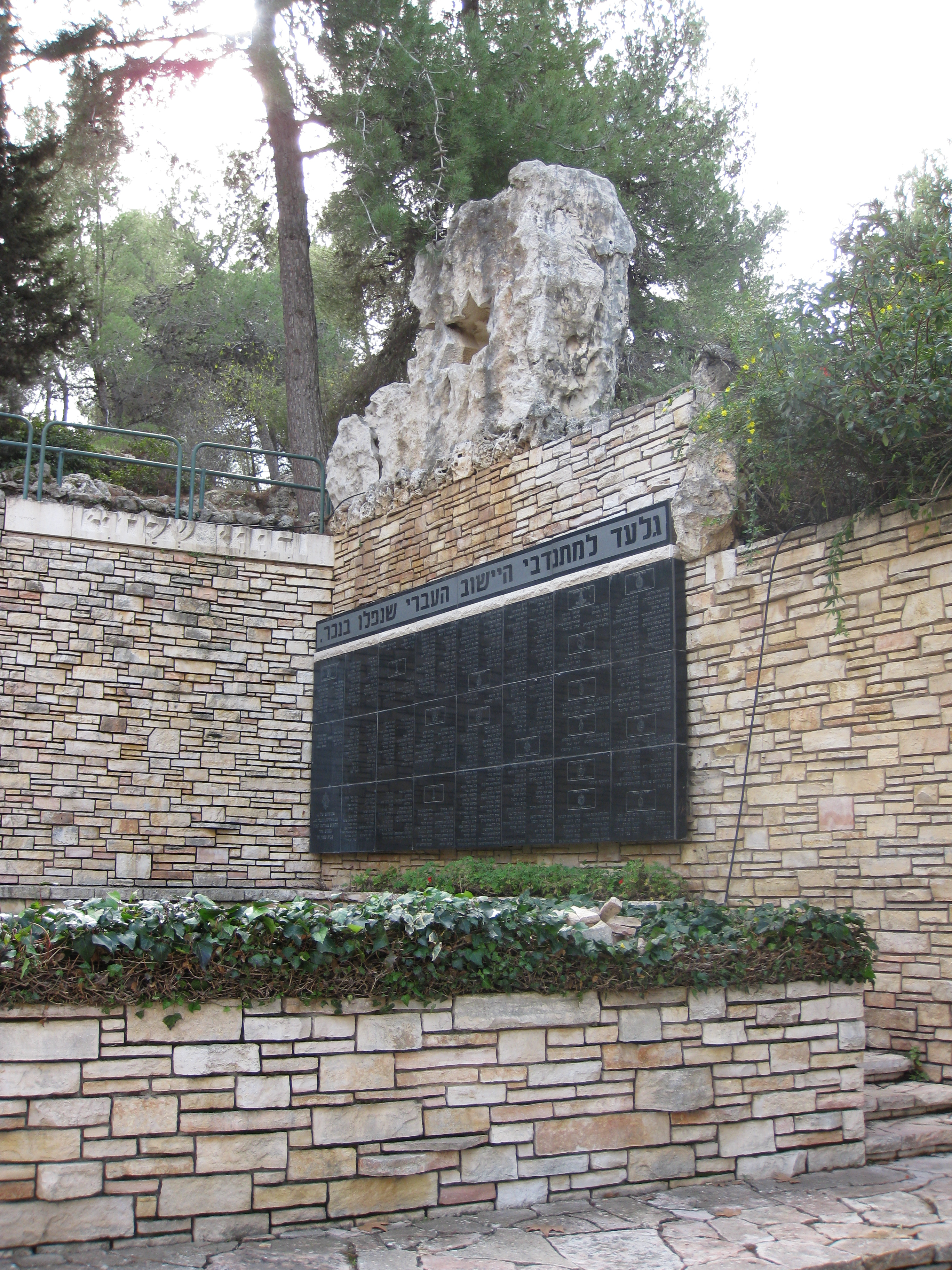
纪念在二战中陣亡的英国军队裡巴勒斯坦的犹太士兵
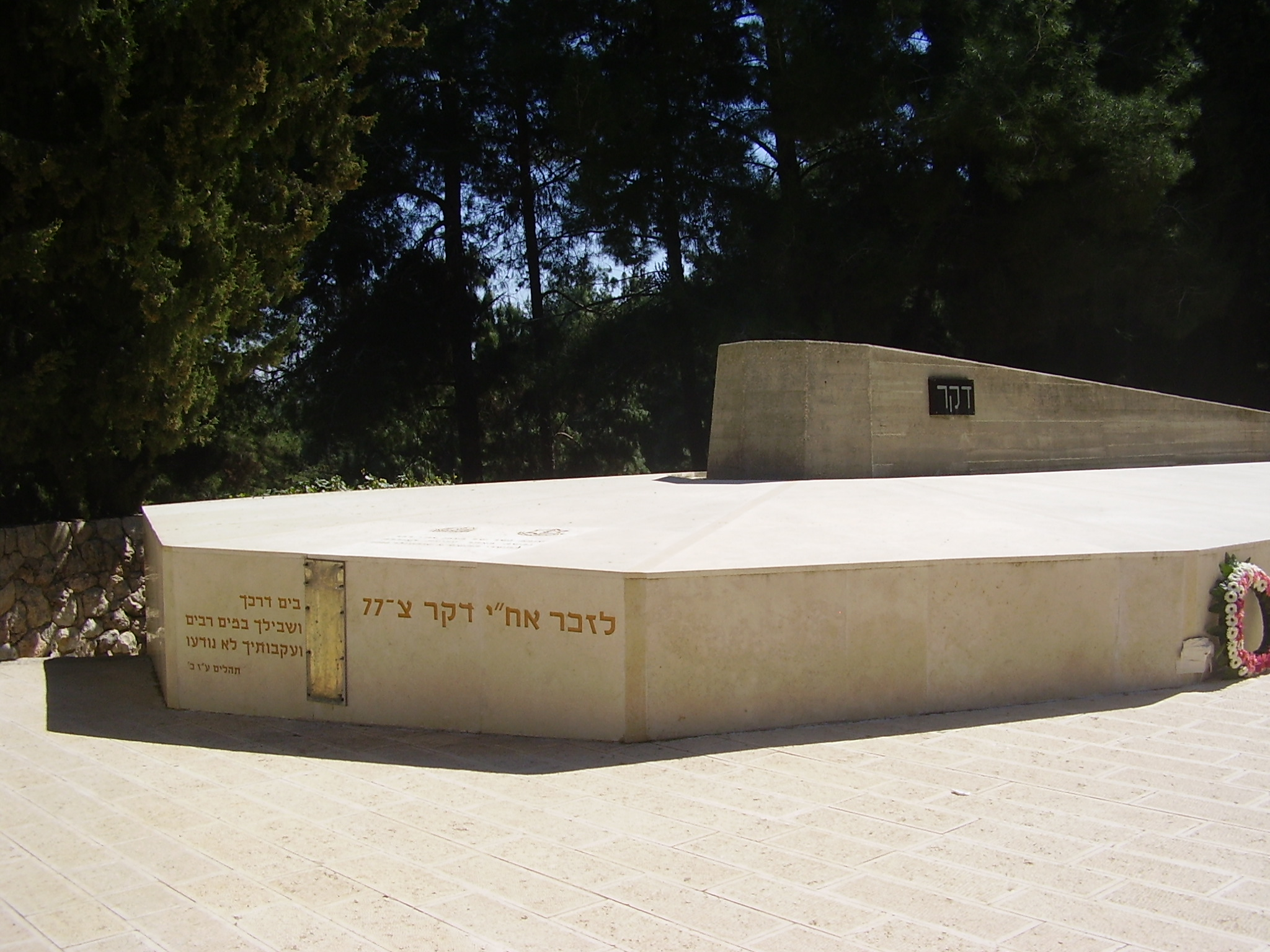
紀念以色列海軍达喀尔號潛艇沉沒事件中遇難人員的纪念碑
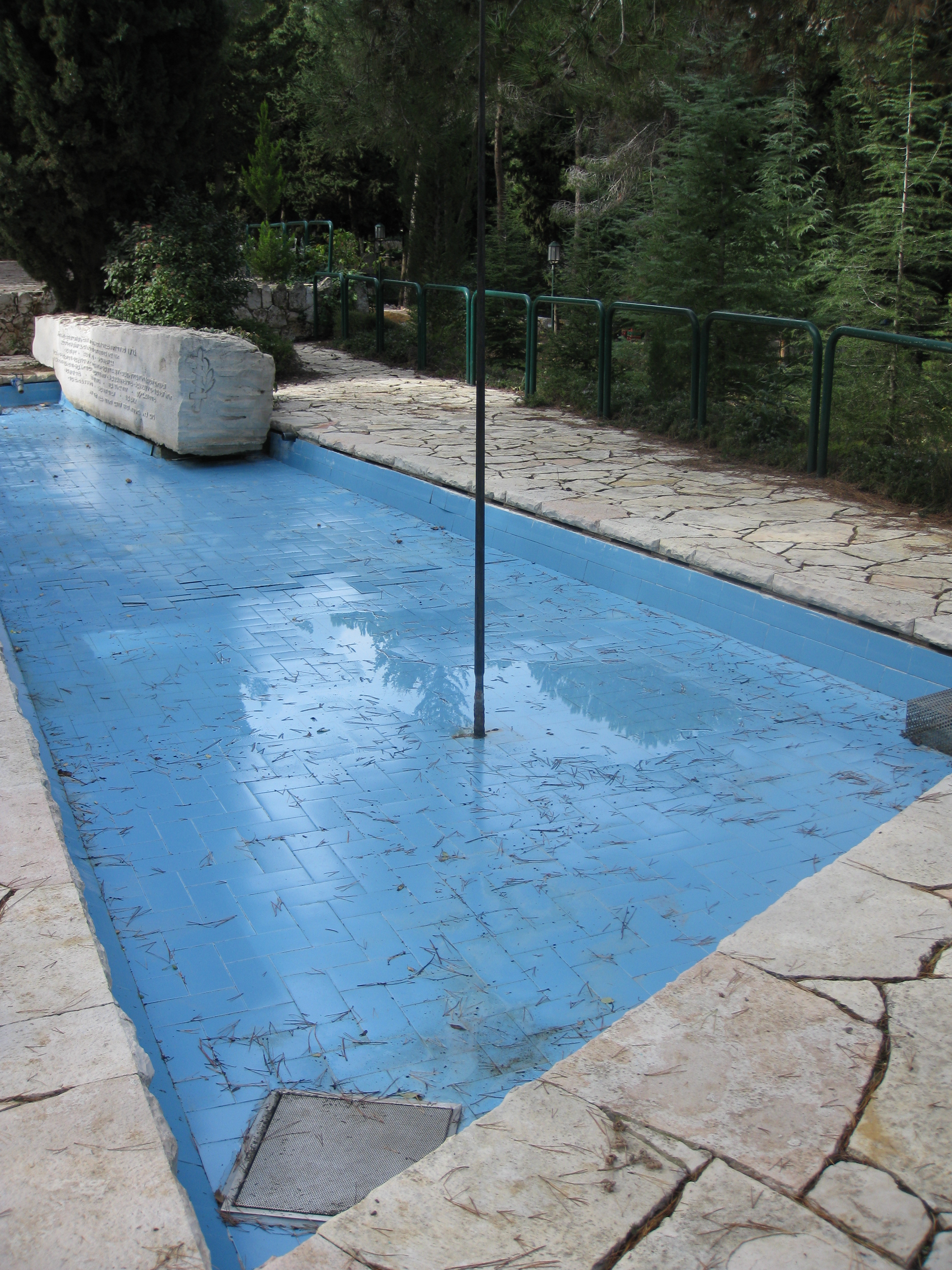
纪念1941年一次英軍行動中下落不明的23人
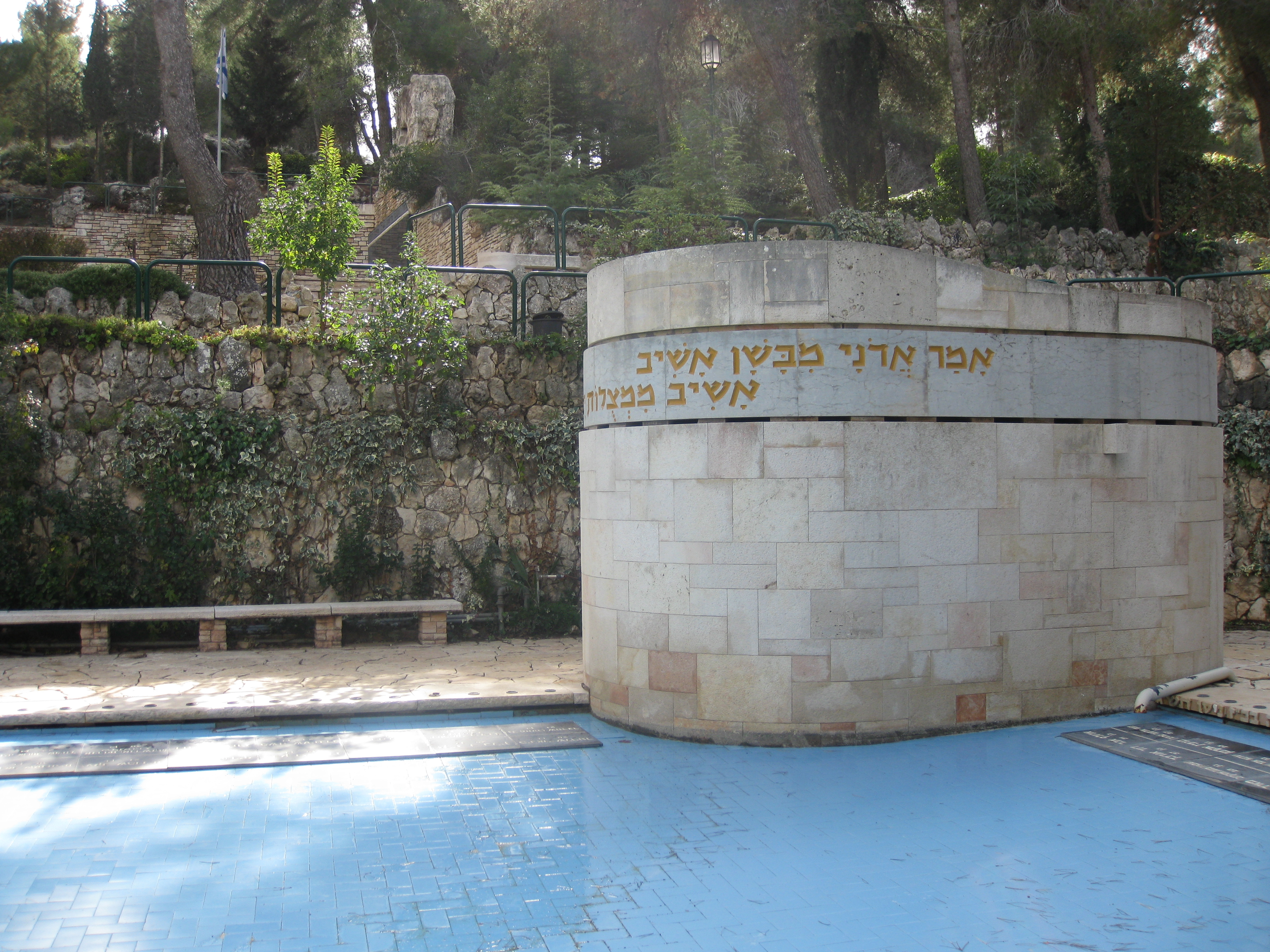
1943年SS Erinpura運兵船遇難士兵纪念馆
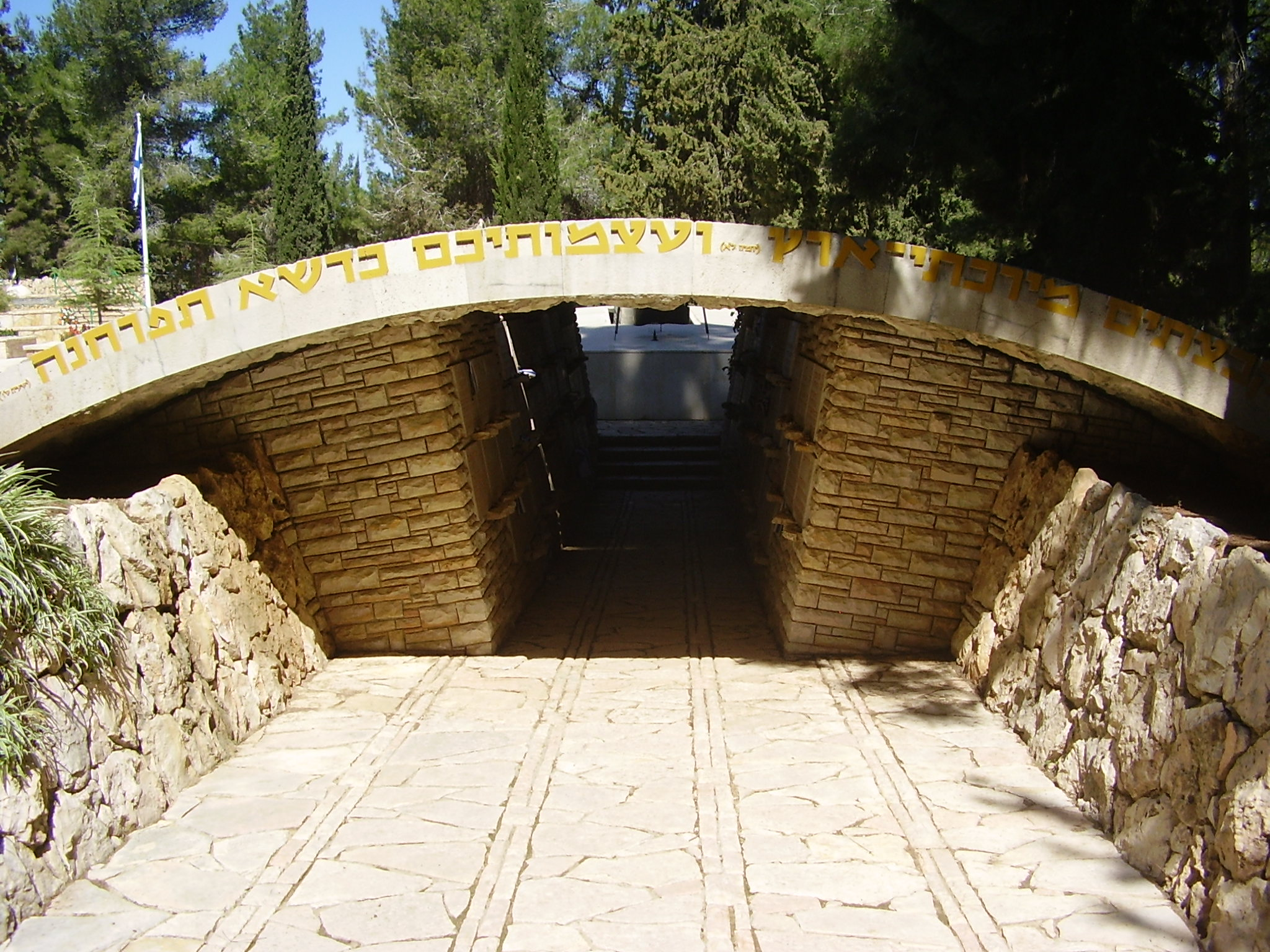
1948年戰爭中喪生的耶路撒冷舊城犹太区居民纪念碑
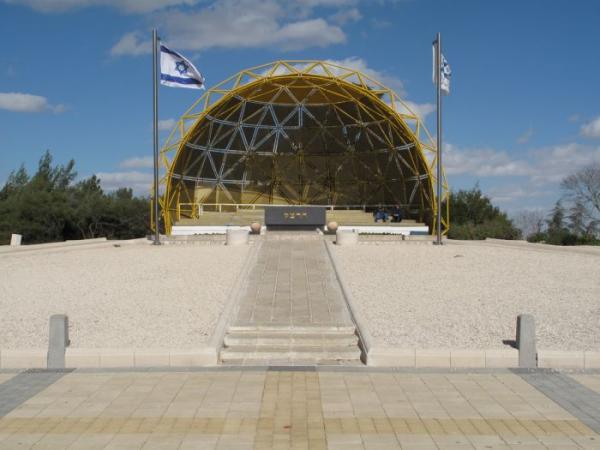
赫茨尔山广场
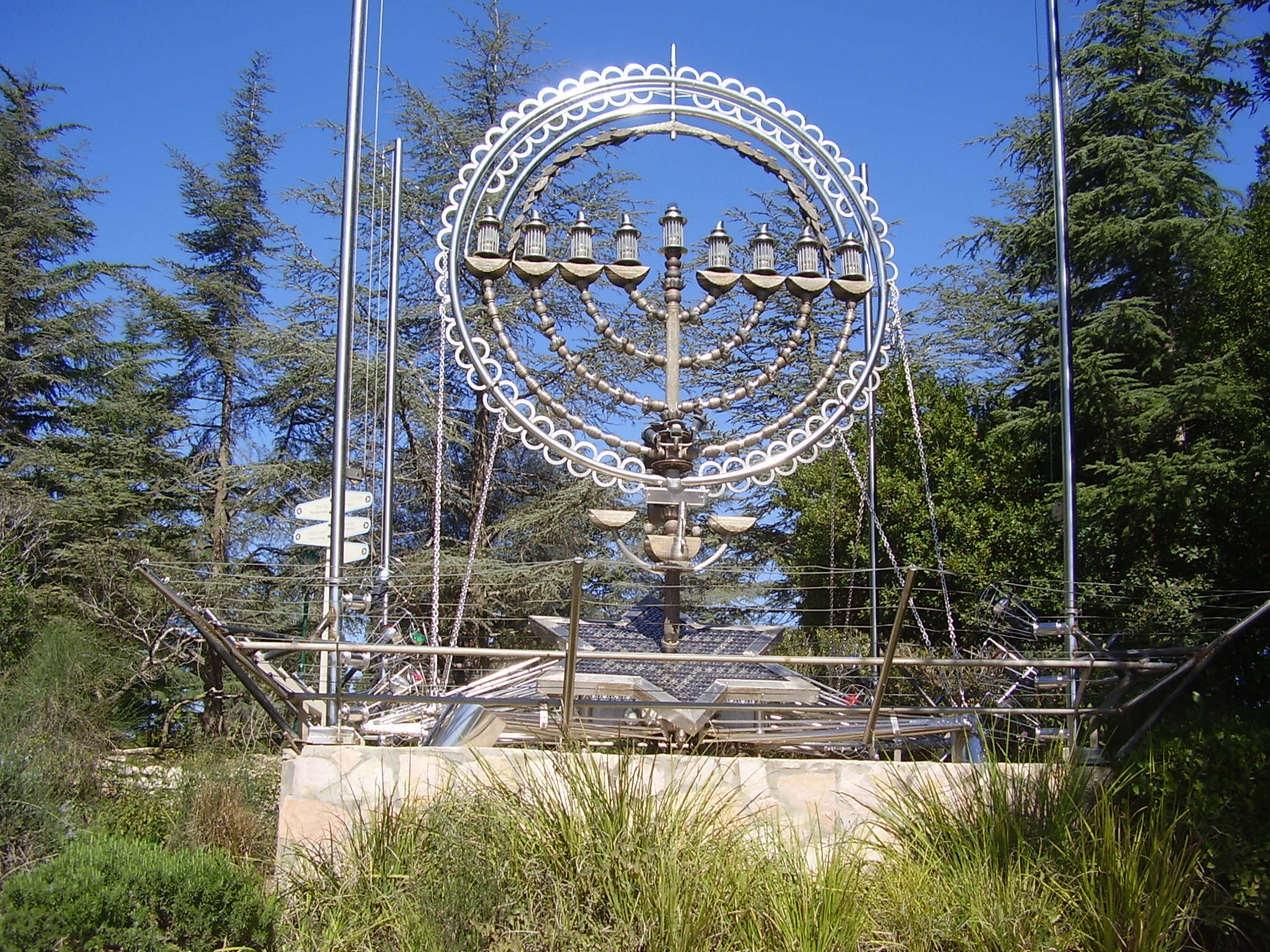
庙灯雕像
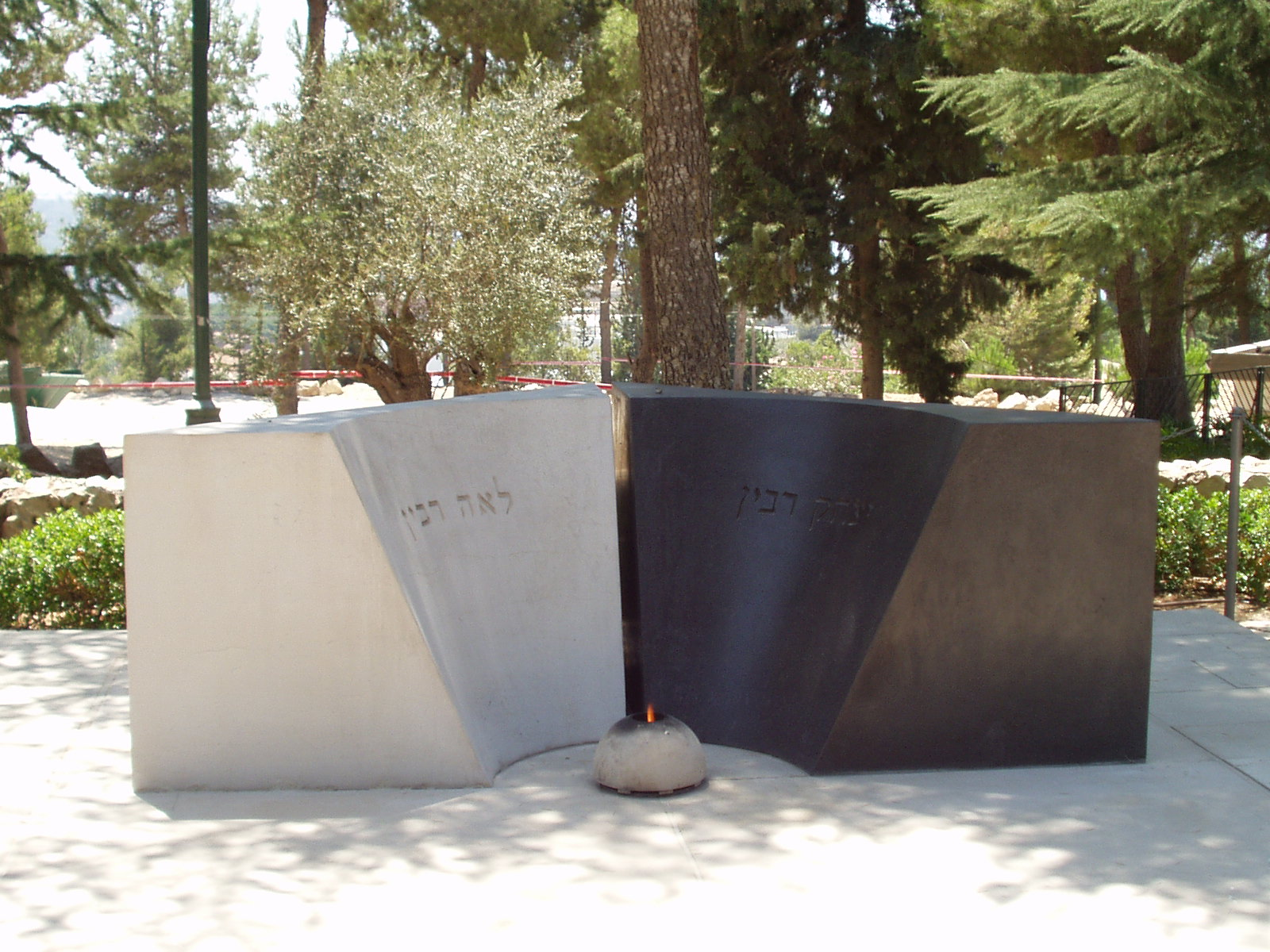
伊扎克·拉宾墓

## 外部連結
- 赫茨爾山官方網站（英文）
- Mount Herzl（页面存档备份，存于） on WikiMapia
- Find a grave on Mount Herzl （页面存档备份，存于）
- Simulation of the National Memorial Hall （页面存档备份，存于） on YNET website
- Mount Herzl: The Creation of Israel's National Cemetery, Maoz Azaryahu
- Mount Herzl Disaster （页面存档备份，存于） in Haaretz site
- the memorial of Terror Victims in "la'ad" website
- Stamp commemorating the opening of the Garden of the Missing Soldiers by the Israel Postal Company
- Israeli Soldiers "Missing in Action" （页面存档备份，存于）